# Jean-Pierre Mas
Jean-Pierre Mas (* 22. Oktober 1948 in Ria-Sirach, Département Pyrénées-Orientales, Frankreich) ist ein französischer Jazzpianist und Komponist von Filmmusiken.

## Leben und Wirken
Mas erhielt mit fünf Jahren in Prades seinen ersten Klavierunterricht. Später erhielt er dort auch musikalische Unterweisungen durch Pablo Casals. Bereits mit zehn Jahren spielte er Wochenends und in den Ferien in einem Tanzorchester. 1968 zog er nach Paris, wo er zunächst Bebop spielte. Mitte der 1970er Jahre spielte er mit Cesarius Alvim Rue de Lourmel und weitere Alben in Duo ein, teilweise ergänzt durch Daniel Humair; 1981 folgte ein letztes gemeinsames Album mit Bläsern. Seit den 1980er Jahren konzentrierte er sich auf seine Tätigkeit als Filmkomponist, mit der er schon 1973 begonnen hatte.

## Filmografie (Auswahl)
- 1975: Das böse Vergnügen (Le malin plaisir) – Regie: Bernard Toublanc-Michel
- 1976: Nina – Nur eine Frage der Zeit (A Matter of Time) (als Schauspieler)
- 1977: Warum nicht! (Pouquoi pas!) – Regie: Coline Serreau
- 1981: Ein Mörder geht vorbei (Un assassin qui passe)
- 1982: Küste der Liebe (La côte d'amour)
- 1983: Zwei Profis steigen aus (Un dimanche de flic)
- 1985: Die Verschwörung (Spécial police)
- 1987: Flag
- 1988: Geliebte verborgt man nicht (La petite amie)
- 1995: Eine gefährliche Frau (La femme dangereuse)
- 1997: Mon Amour – Eine mörderische Liebe (Mon amour)
- 1999: Pepe Carvalho: Der tote Manager (La solitude du manager)
- 2000–2004: Kommissar Moulin (Fernsehserie, vier Folgen)
- 2005: Dunia (Regie: Jocelyne Saab)
- 2005: Der Herzog von Windsor (Edouard VIII d'Angleterre)
- 2008: Pandoras Box (Pandora'nin kutusu) – Regie: Yesim Ustaoglu

## Diskographische Hinweise
- Jean-Pierre Mas / Cesarius Alvim / Daniel Humair Jamais Deux Sans Trois (Owl, 1977)
- Mas/Alvim (mit Claudio Roditi, Jean-Louis Chautemps, Idriss Boudrioua, 1981)
- Jean-Pierre Mas (mit Didier Lockwood, André Ceccarelli, Jean-Marie Ecay und Juan José Mosalini, 1991)
- Waiting for the Moon (mit Jacques Mahieux und Sylvin Marc, 1998)